# Товарницький Іван
Іва́н Товарни́цький (*1782 — †29 грудня 1869) — один із перших українських промисловців у Львові, колекціонер, меценат.

## Біографічні відомості
Походив із бідної родини. Завдяки своїй праці став власником найбільшого у місті кондитерського закладу. Був членом міської ради, куратором Галицької ощадної каси (з 1850), почесним членом музичного товариства. Ставши членом Ставропігійського інституту Львові (1842), неодноразово обирався його старшиною (у 1846—51, 1861—69 — віце-сеньйор, у 1852—60 — сеньйор).
Підтримував український національний рух. У 1848—1851 роках — член-засновник Головної руської ради, один з ініціаторів заснування української газети «Галицька пчола», співорганізатор Першого з'їзду українських діячів науки, освіти і культури у Львові (див. Собор руських учених), співзасновник Галицько-руської матиці, член комісії побудови Народного дому у Львові.
1864 року був одним з ініціаторів заснування українського професійного театру «Руської бесіди» у Львові. Зібрав цінні колекції рідкісної зброї (пограбована під час Львівського збройного повстання 1848 року), нумізматики, мінералів та живопису (подаровані Народному дому у Львові). Матеріально підтримував монастирську дівочу школу в Яворові. Значні кошти заповів Ставропігійському інституту, Успенській церкві у Львові та призначив 5 стипендій для незаможних студентів.